# Lasioglossum rufibase
Lasioglossum rufibase là một loài Hymenoptera trong họ Halictidae. Loài này được Cockerell mô tả khoa học năm 1923.